# Upgant-Schott
Upgant-Schott là một đô thị ở huyện huyện Aurich, trong bang Niedersachsen, nước Đức. Đô thị Upgant-Schott có diện tích 24,78 km².